# Бобик, Дуэйн
Дуэйн Бобик (англ. Duane Bobick; родился 24 августа 1950, Боулус, штат Миннесота) — американский боксёр-профессионал, выступавший в тяжёлой весовой категории. На любительском уровне Бобик показал выдающийся результат, после чего рассматривался как восходящая звезда профессионального бокса который сможет создать конкуренцию темнокожим спортсменам, которые доминировали в тяжелой весовой категории на протяжении 1970-х годов, однако профессиональная карьера Бобика сложилась неудачно. Был известен под прозвищем «Великая Белая Надежда»(англ. «The Great White Hope»). Введён в «Зал славы бокса» штата Миннесота.

## Биография
Дуэйн Бобик родился 24 августа 1950 года в городе Боулус, штат Миннесота. Был одним из 11 детей в семье. Отец Дуэна был американцем польско-немецкого происхождения, который работал штукатуром. Отец Бобика являлся фанатом здорового образа жизни, отличался высоким ростом а атлетическим телосложением. Уже в раннем возрасте Дуэйн демонстрировал исключительные силовые способности. В возрасте 5 лет, Дуэйн избил 6-летнего мальчика. После этого к дому Бобика явился 9-летний брат избитого им мальчика с целью избить Дуэйна, однако 5-летний Бобик в неравной драке сумел победить 9-летнего мальчика, после чего Дуэйн заработал плохую репутацию в округе и другим детям было запрещено играть с Дуйэном. В другом случае, Дуэйн будучи подростком во время драки со своим братом Лероем — избил взрослого соседа, который вмешался в драку и пытался разнять братьев. Под воздействием стиля воспитания своих родителей, в школьные годы Дуэйн Бобик начал заниматься спортом. В начале 1960-х семья Бобика переехала в город Литл-Фолс (город, Миннесота), где Дуэйн посещал школу «Royalton High School», которую окончил в 1968 году. В школьные годы Бобик входил в школьные команды по бейсболу, баскетболу и американскому футболу, где показал выдающийся результат. Дуэйн был признан лучшим игроком своих команд по всем видам спорту и входил в число лучших спортсменов среди учащихся средних школ на территории штата Миннесота.

## Любительская карьера
В 1966 году Бобик начал посещать спортзал, где впервые занялся боксом и присоединился к команде начинающих боксеров в местной команде «Little Falls Golden Gloves boxing team», однако из-за увлечения другими видами спорта он мало уделял времени занятиям по боксу, благодаря чему в период с декабря 1966 года по апрель 1968 года провел на любительском уровне 17 боев, в которых потерпел 5 поражений.
Серьезно Дуэйн стал увлекаться занятиями по боксу во время службы в армии США, куда он завербовался осенью 1968 года — после окончания школы. Бобик был зачислен в военно-морской флот, где продолжал заниматься боксом и продемонстрировал резко возросший уровень мастерства. Его тренером стал Панама Мерф Гриффит, дядя знаменитого боксера Эмиля Гриффита. В этот период Бобик принял участие во множестве турниров, большинство из которых он выиграл. В период с 1968-го по 1971-й год Бобик трижды становился чемпионом бокса в тяжелой весовой категории среди военнослужащих США, проходящих военную службу на флоте; дважды выигрывал турнир по боксу, где принимали участие лучшие боксеры среди военнослужащих, проходящих военную службу во всех видах вооруженных сил США; дважды становился чемпионом по боксу в тяжелой весовой категории в международном турнире, где принимали участие спортсмены среди военнослужащих разных стран. В 1971 году Дуэйн Бобик принял участие в «Панамериканских играх», где стал чемпионом по боксу в тяжелой весовой категории. На пути к победе, Бобик встретился с сильнейшим кубинским тяжеловесом Теофило Стивенсоном, которому нанес поражение. В том же году Бобик принял участие в национальном престижном турнире по любительскому боксу «Золотые перчатки», где одержал убедительную победу. В конце 1971 года Бобик начал подготовку для участия в отборочном турнире за право попадания в основной состав олимпийской сборной США и выступить на Летних Олимпийских играх 1972 года. В отборочном турнире Бобик снова одержал убедительную победу, выиграв все поединки, в том числе победив в бою молодого Ларри Холмса.
На Летних Олимпийских играх 1972 года Бобик выступил неудачно. В рамках 1/8 финала турнира Дуэйн вышел на бой против советского боксера Юрия Нестерова, которого победил по очкам. 5 сентября 1972 года Бобик в рамках 1/4 финала снова встретился с кубинцем Теофило Стивенсоном. На этот раз Стивенсон выглядел лучше и победил в бою техническим нокаутом в 3-м раунде. Одержав еще две победы, Стивенсон завоевал золотую медаль и стал олимпийским чемпионом. Сам Бобик после завершения соревнований заявлял о том, что он как и многие другие спортсмены команды США были потрясены трагедией из-за теракта на играх, и понимали, что их мечта о соревновании на фоне убийств спортсменов израильской олимпийской сборной оказалась разбитой. Через два месяца после поражения от Стивенсона, Дуэйн завершил военную службу в армии США и принял решение заняться профессиональной карьерой. Всего на любительском уровне, Бобик провел 106 боев, в которых одержал 93 победы, 61 из которых нокаутом

## Профессиональная карьера
Первый профессиональный поединок Дуэйн Бобик провел 10 апреля 1973 года. Его первым противником стал Томми Бернс, в активе которого было 17 боев, 8 из которых он проиграл. Дебют Бобика был впечатляющим. Уже в 1-м раунде он сумел отправить Бернса в нокдаун 4 раза. После 4-го падения Бернса рефери остановил бой. Бобик одержал свою первую победу в карьере нокаутом. В период с апреля по август того же года Бобик провел еще 8 боев против слабых или начинающих боксеров, во всех которых одержал победы нокаутом.
В сентябре 1973 года Бобик вышел на ринг против Мануэля Рамоса. Это был первый 10-раундовый боя для Дуэйна. На тот момент Рамос являлся самым опытным соперником Бобика. В своем послужном списке он имел 50 боев, в которых одержал 24 победы. Однако Рамосу этого не хватило для победы. Бобик избивал его весь поединок и в конечном итоге нокаутировал Рамоса в 7-м раунде. После победы на Рамосом, Дуэйн Бобик провел еще 9 боев против малопримечательных соперников, во всех которых одержал победы нокаутом. Выиграв свои первые 19 боев нокаутом, Бобик установил рекорд среди тяжеловесов штата Миннесота, после чего фотография Дуэйна появилась на обложке журнала «The Ring».
В апреле 1974 года Бобик встретился с Билли Дэниелсом, в активе которого было 45 боев, 19 из которых он проиграл. Бой прошел под полным доминированием Бобика, однако Дэниелс сумел продержаться все 10 раундов, по окончании которых единогласным решением судей победа по очкам была присуждена Бобику. Следующий бой Дуэйн провел против опытного джорнимена Лу Бейли, в активе которого 65 боев, 41 из которых он проиграл. Несмотря на внушительное количество поражений, Лу Бейли был известен своей незаурядной выносливостью. В своем активе он имел бои против Оскара Бонавены, Рона Лайла, Джерри Куарри, всем которым он достойно проиграл по очкам. В бою с Бобиком Бейли снова продемонстрировал свои лучшие качества. Бобик доминировал в поединке, но нокаутировать соперника ему не удалось. Дуэйн одержал вторую подряд победу по очкам. Одержав после этого еще две победы нокаутом над малоизвестными боксерами, в июле 1974 года Бобик встретился с будущим чемпионом Майком Уивером. На тот момент Уивер испытывал проблемы с выносливостью и имел проблемы с общефизической подготовкой, благодаря чему имел в своем активе 11 боев, 6 из которых он проиграл. В бою с более техничным Бобиком Уивер ничего не мог противопоставить и был нокаутирован в 7-м раунде. В период с августа 1974 года по декабрь 1975 года Бобик провел еще 10 боев с малопримечательными соперниками, в которых одержал 9 побед нокаутом. После 26-й победы подряд, Дуэйн заключил контракт с известным боксером Джо Фрейзером, который стал исполнять обязанности его промоутера.
В декабре 1975 года Дуэйн вышел на бой против Рэнди Ноймана, который имел в своем активе 31 победу и 5 поражений. На тот момент Нойман благодаря серии побед, в том числе побед над Джимми Янгом и Чаком Вепнером занимал 5-ю позицию в рейтинге в рейтинге WBC и считался весьма перспективным бойцом. Бобик же к тому в то времени занимал 8-ю позицию в рейтинге WBC, благодаря чему бой прошел при большом скоплении народа в престижном спортивном комплексе «Мэдисон-сквер-гарден» на территории Нью-Йорка. Нойман был нокаутирован Бобиком в 4-м раунде
В феврале 1976 года Дуэйн встретился с джорнименом Ларри Миддлтоном, который имел репутацию довольно техничного бойца. В своем послужном списке Миддллтон имел победу над Джо Багнером, ничью с бывшим чемпионом Джимми Эллисом, а также бои с Роном Лайлом, Джерри Куарри и Оскаром Бонавеной, которым он достойно проиграл по очкам. В бою с Бобиком Ларри Миддллтон сумел навязать оппоненту встречный бой, но Бобик выглядел лучше. По окончании 10 раундов единогласным решением судей победителем был объявлен Дуэйн Бобик. Несмотря на победу с разгромным счетом, публика освистала Дуэйна, посчитав что в этом поединке он выглядел неубедительно.
В апреле того же года Бобик встретился с техничным Скоттом Леду в бою за титул чемпиона штата Миннесоты в тяжелой весовой категории. На тот момент в послужном списке Скотта было 20 боев и 18 побед. Бой проходил на спортивной арене «Metropolitan Sports Center» в городе Блумингтон и вызвал небывалый ажиотаж, так как в поединке встречались два уроженца штата Миннесота, которые оба претендовали на титул чемпиона мира. Бой посетило 13 789 человек, что стало рекордом посещения подобных матчей в истории штата.  Леду ничего не смог противопоставить более техничному Бобику, благодаря чему Дуэйн переигрывал соперника в каждом раунде. Бой продолжался все отведенные 10 раундов, по итогам которых победу единогласным решением судей с разгромным счетом одержал Бобик.
В октябре 1976 года Бобик вышел на ринг против Чака Вепнера, карьера которого к тому времени пошла на спад. Дуэйн избивал соперника весь поединок. В третьем раунде у Вепнера появились рассечения на коже под  глазами. В четвертом раунде у Вепнера появилось рассечение в области щеки, после чего  рефери по совету доктора остановил бой в шестом раунде, присудив победу техническим нокаутом Бобику. После этой победы Бобик поднялся на третью позицию в рейтинге WBА.
В том же месяце Дуйэн провел бой с небитым Фредом Хоупом, с которым неоднократно встречался будучи любителем. Хоуп продемонстрировал неплохую защиту в бою и потенциал, благодаря чему был близок к победе. По окончании 10 раундов единогласным решением судей с небольшим преимуществом победа по очкам была присуждена Бобику. После этой победы Бобик имея в своем послужном списке 38 боев и ни одного поражения получил право принять участие в элиминаторе за право стать обязательным претендентом на титульный бой.
После победы над Хоупом менеджеры Бобика подписали контракт на бой с бывшим чемпионом мира Кеном Нортоном, однако оба боксера впоследствии пытались разорвать контракт и добиться встречи с действующим на тот момент чемпионом мира Мохамедом Али. В ноябре 1976 года менеджеры Бобика предложили кандитатуру Дуэйна - Мухаммеду Али для добровольной защиты титула чемпиона мира, однако Мухаммед Али отказался и чемпионский бой так и не состоялся, так как Али был заинтересован в проведении еще одного боя с Джорджем Форманом. Али заявил, что поединок между ним и Дуэйном Бобиком состоится в том случае, если Кен Нортон разорвет контракт боя с Бобиком, однако Нортон в свою очередь соглашался разорвать контракт боя в случае если Мохамед Али выйдет на ринг с Бобиком и в случае своей победы проведет следующую защиту титула чемпиона мира с ним, однако Мухаммед Али Нортону отказал.
11 мая 1977 года Дуэйн вышел на бой против бывшего чемпиона Кена Нортона, который за несколько месяцев до этого в сентябре 1976 года провел бой за титул чемпиона мира с Мохаммедом Али, которому уступил по очкам с небольшим отрывом. Однако бой Бобика с Нортоном продолжался всего лишь 58 секунд. Бобик потерпел 1-е и сокрушительное поражение в карьере. В первом раунде, после нескольких джебов, Нортон подпустил к себе Бобика и нанес ему сокрушительный удар апперкотом в область подбородка, после чего Бобика зашатало. В ходе успешной комбинации, Нортон провел несколько правых кроссов, которые достигли цели, в результате чего Бобик упал. Он успел подняться на счет 9, однако его сильно шатало, после чего рефери Пити Делла остановил бой. После поражения от Нортона, Бобик одержал победу техническим нокаутом во втором своем бою со Скоттом Леду и победу нокаутом над малоизвестным Педро Агосто.
В феврале 1978 года Бобик отправился в ЮАР, где встретился с малопримечательным южноафриканским тяжеловесом Келли Кнотце. Соперник был вполне проходным для Бобика, однако уже в первом раунде южноафриканец нанес град ударов по Бобику, после чего он практически перестал сопротивляться и ушел в глухую оборону. В ходе одностороннего избиения, Бобик был нокаутирован в 3-м раунде. После поражения от Кнотце, Бобика прочно списали со счетов и его карьера пошла на спад. Одержав череду из восьми побед подряд над слабыми или начинающими боксерами, в феврале 1979 года Бобик вышел на ринг против перспективного и небитого будущего чемпиона Джона Тейта. Бобик ничего не мог противопоставить техничному Тейту, который находился на пике своей карьеры и был нокаутирован в 1-м раунде.
После поражения от Тейта, Бобик заявил о том, что испытывает боль в руках, а его  спарринг-партнеры заявили о том, что боксер потерял силу удара, вследствие чего Бобик обратился за медицинской помощью. В ходе медицинского обследования у него был диагностирован бурсит локтевых суставов обеих рук.
В июле 1979 года Дуэйн Бобик встретился с малоизвестным Джорджем Чаплиным. Чаплин на тот момент имел неплохой послужной список. Проведя 14 боев он одержал 12 побед, однако его успешный показатель несколько компенсировался тем, что все свои бои Чаплин провел с малопримечательными соперниками. Несмотря на это, в бою с Чаплиным более опытный Бобик выглядел хуже чем его оппонент. Во время боя Дуэйн неожиданно стал пропускать удары Чаплина с дальних дистанций и удары сквозь перчатки, благодаря чему в первых раундах у Бобика появились два глубоких рассечений кожных покровов под правым глазом. По окончании 6-го раунда судья по совету врача остановил бой, присудив победу техническим нокаутом Чаплину. После этого боя Бобик ушел из бокса, так и не достигнув выдающихся достижений за время своей профессиональной карьеры.

## После бокса
Завершив карьеру, Дуэйн Бобик вернулся в Литл-Фоллз, где из-за отсутствия образования вынужден был заниматься низкоквалифицированным трудом. В этот период он сменил ряд профессий. В мае 1997 года с Бобиком произошел несчастный случай. Бывший боксер работал на бумажной фабрике «Hennepin Paper Company», во время одного из рабочих дней кисти обеих рук Бобика втянулись в механизм одного из станков, в результате чего он получил множественные переломы костей кистей рук и рваные раны кожных и мышечных покровов. Бобик был доставлен в больницу, где ему была оказана экстренная медицинская помощь. Боксер избежал ампутации, но впоследствии пережил длительную реабилитацию и множество операций по восстановлению костей, сухожилий и мышц кистей рук.
После травмы Дуэйн Бобик занялся общественной работой. В течение нескольких последующих лет сотрудничал со школами и различными молодежными центрами проповедуя здоровый образ жизни и рассказывая об опасности употребления наркотических средств и ведения криминального образа, а также занимался волонтерством. В середине 2000-х Бобик был награжден Губернатором штата Миннесота «За вклад в развитие добровольческой (волонтерской) деятельности в штате Миннесота». В 2006 году бывший боксер был  избран в совет администрации округа Моррисон, где он занимал различные административные должности до начала 2010-х, когда из-за проблем со здоровьем вынужден был уйти в отставку. В начале 2010-х годов у Бобика была диагностировано заболевание «энцефалопатия боксёров», благодаря чему его состояние в дальнейшие годы стало ухудшаться. Во время интервью, в июне 2014-года, жена Бобика - Дебби заявила журналистам, что физическое состояние Дуэйна резко ухудшилось и он нуждается в медицинском уходе, благодаря чему  большую часть своего времени Бобик вынужден находиться в специализированной медицинской клинике, где ему оказывается помощь.

## Семья
Один из младших братьев Дуэйна — Родни Бобик пошел по стопам брата и также стал профессиональным боксером, однако его карьера сложилась неудачно. В период с 1972 по 1977 год Родни Бобик провел 44 боя, в которых одержал 37 побед в основном над начинающими и малоизвестными соперниками, и потерпел 7 поражений, два из которых ему нанесли Ларри Холмс и Скотт Леду, а пять малопримечательные противники. Одну из своих самых заметных побед Родни Бобик одержал над будущим чемпионом Майком Уивером. Однако эта победа несколько компенсируется тем обстоятельством, что на тот момент Уивер испытывал проблемы с выносливостью и имел проблемы с общефизической подготовкой, благодаря чему имел в своем активе 9 боев, 4 из которых проиграл. 5 июня 1977 года Родни Бобик погиб в ходе ДТП в возрасте 25 лет. Его похороны посетил Джо Фрейзер